# Lüsgersee
Der Lüsgersee (auch Lüsgasee) ist ein kleiner Bergsee oberhalb von Belalp im Schweizer Kanton Wallis. Er liegt südlich des Sparrhoru in einer Höhe von 2171 m ü. M. auf der orographisch rechten Seite des Rhonetals.

## Zugang
Die autofreie Belalp ist von Blatten bei Naters mit zwei Luftseilbahnen erreichbar. Von beiden Bergstationen führt ein Wanderweg zum See; von der näheren Station beträgt die Entfernung einen Kilometer, wobei man 80 Höhenmeter zu steigen hat. Nordöstlich oberhalb des Sees steht das Tyndalldenkmal (2351 m ü. M.), von wo man einen schönen Ausblick auf den Aletschgletscher hat. Von hier führt auch ein Wanderweg hinab zum Aletschbord mit dem Hotel Belalp (2131 m ü. M.), welches 750 Meter östlich des Sees steht.

## Lage
| \| \| |
|       |

 
 
 
 

Lage des Lüsgersees in den Berner Alpen (links)
und in der Schweiz (rechts).

## Nachweise
1. 1 2 3  Lage und Höhe gemäss «geo admin.ch».
2. 1 2  Lage und Fläche gemäss «ortsnamen.ch».
3. ↑  Der Lüsgersee auf «schweizersee.ch».